# Felsweißach
Die Felsweißach ist ein rund 2,4 Kilometer langer, ungefähr nach Nordosten laufender Gebirgsbach der Tegernseer Berge im Gemeindegebiet von Kreuth im oberbayerischen Landkreis Miesbach, der oberhalb des Wirtshauses Siebenhütten von links in die Hofbauernweißach mündet. 

## Verlauf
Sie entspringt in Gräben zwischen Schildenstein und Predigtstuhl an der Nordseite der Blauberge. Die westlichen Äste durchfließen die Große Wolfsschlucht und die östlichen die Kleine Wolfsschlucht. Beide Äste vereinen sich auf 942 m Höhe. Vor der Mündung in die Hofbauernweißach tritt die Felsweißach in eine kleine Schlucht ein.
Der Wanderweg durch die Wolfsschlucht führt teilweise direkt durch das Bachbett.